# Microtalis
Microtalis és un gènere monotípic d'arnes de la família Crambidae. Conté només una espècie, Microtalis epimetalla, que es troba a Austràlia, on ha estat registrada al Territori del Nord.